# Derby Makinka
Derby Makinka (Harare, 5 de setembro de 1965 — Libreville, 27 de abril de 1993) foi um futebolista zambiano.

## Carreira
Oitavo jogador com mais participações na Seleção Zambiana (98 jogos), Makinka iniciou sua carreira no Profound Warriors, em 1984. Após deixar o clube em 1989, defendeu ainda o Pamir Dushanbe (1989), Darryn Textiles Africa United (1990), Lech Poznań (1991) e Al-Ettifaq (1993).

## Morte
Em 27 de abril de 1993, quando viajava para Dacar, no Senegal, Makinka e os demais jogadores da Seleção Zambiana, além da comissão técnica, outros 3 passageiros e os tripulantes do avião De Havilland Canada DHC-5D Buffalo em que viajavam, morreram no desastre aéreo ocorrido no litoral do Gabão, próximo a Libreville. Era pai de 3 crianças (1 menino e 2 meninas).

## Links
- Derby Makinka em National-Football-Teams.com